# Celine Goričke
 Celine Goričke  falu Horvátországban Zágráb megyében. Közigazgatásilag Marija Goricához tartozik.

## Fekvése
Zágrábtól 23 km-re északnyugatra, községközpontjától  2 km-re északkeletre fekszik. 

## Története
A falunak 1857-ben 102, 1910-ben 169 lakosa volt. Trianon előtt Zágráb vármegye Zágrábi járásához tartozott. 2011-ben 118 lakosa volt.

## Lakosság

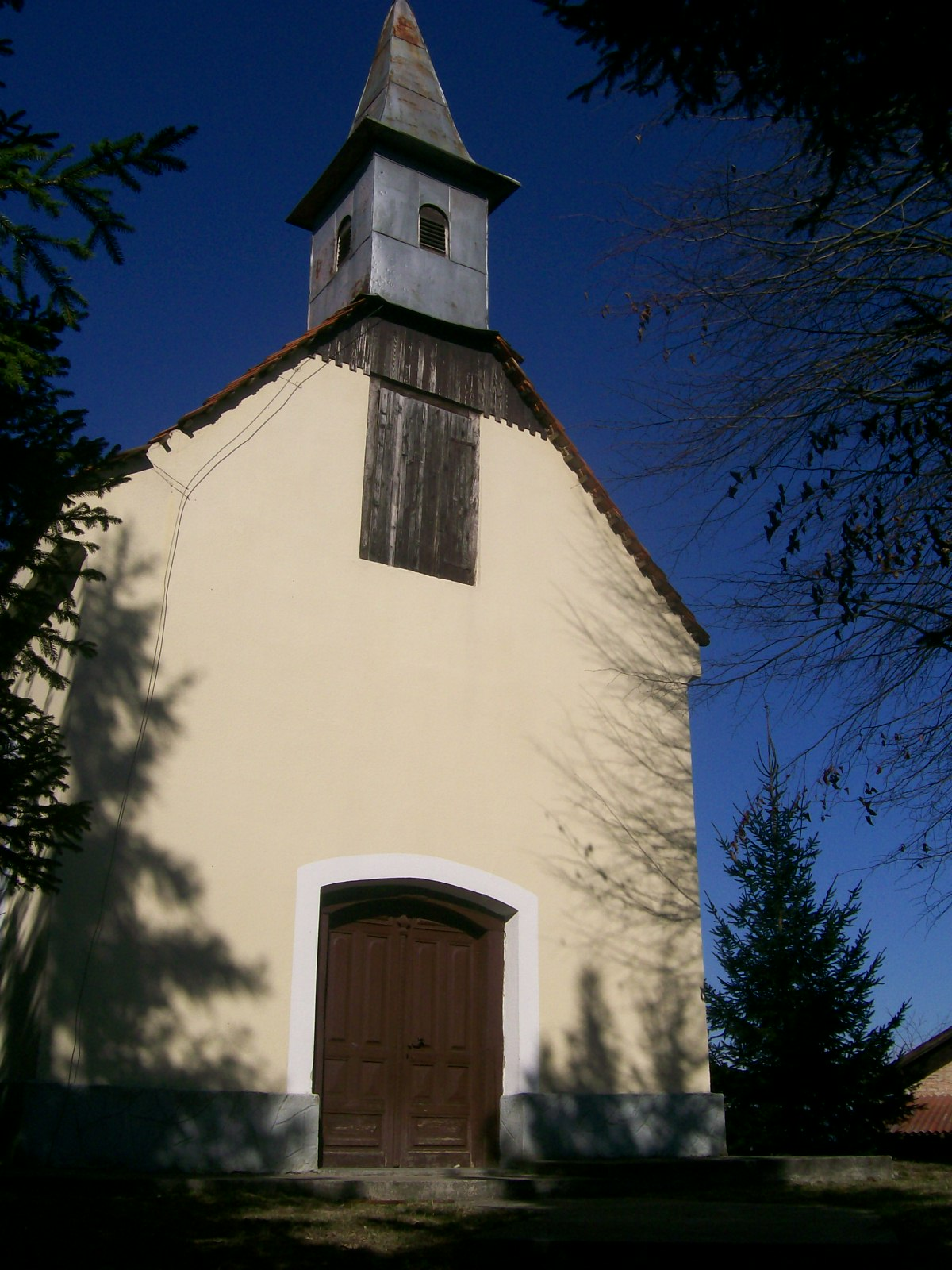
A Szűz Mária kápolna

| Lakosság változása | Lakosság változása | Lakosság változása | Lakosság változása | Lakosság változása | Lakosság változása | Lakosság változása | Lakosság változása | Lakosság változása | Lakosság változása | Lakosság változása | Lakosság változása | Lakosság változása | Lakosság változása | Lakosság változása | Lakosság változása |
| ------------------ | ------------------ | ------------------ | ------------------ | ------------------ | ------------------ | ------------------ | ------------------ | ------------------ | ------------------ | ------------------ | ------------------ | ------------------ | ------------------ | ------------------ | ------------------ |
| 1857               | 1869               | 1880               | 1890               | 1900               | 1910               | 1921               | 1931               | 1948               | 1953               | 1961               | 1971               | 1981               | 1991               | 2001               | 2011               |
| 102                | 117                | 137                | 141                | 161                | 169                | 172                | 196                | 185                | 172                | 150                | 108                | 115                | 89                 | 106                | 118                |

## Nevezetességei
Szűz Mária tiszteletére szentelt kápolnája.

## Külső hivatkozások
Marija Gorica község hivatalos oldala